# Steve Hunter

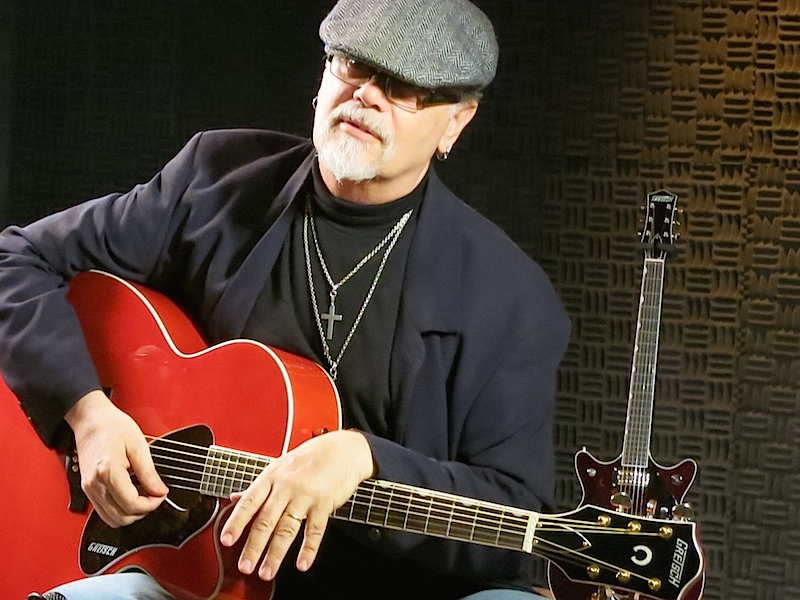
Steve Hunter (2013)

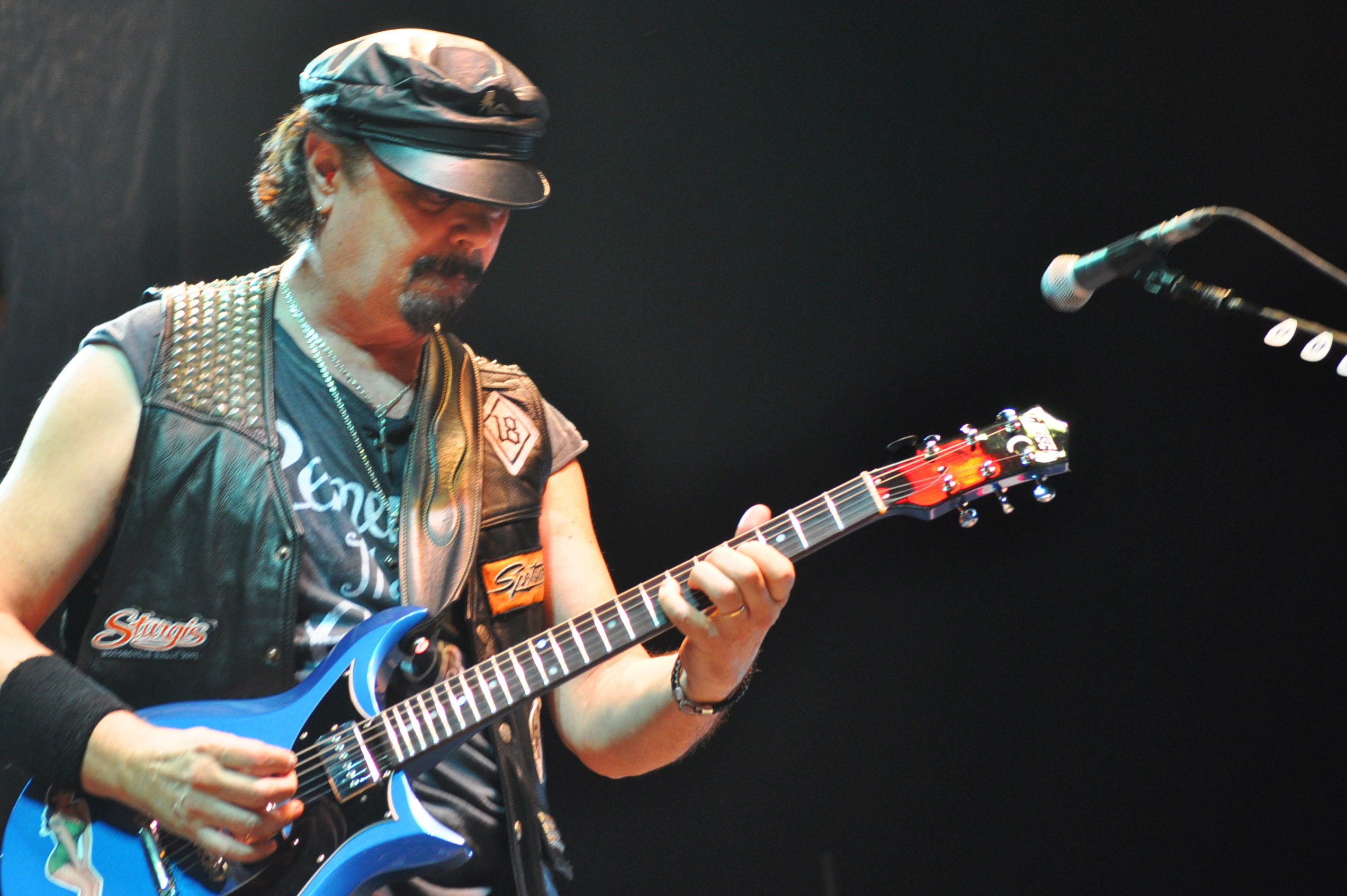
Steve Hunter als Begleitmusiker von Alice Cooper (2011)

Steve Hunter (* 14. Juni 1948 in Decatur, Illinois) ist ein US-amerikanischer Rock- und Blues-Gitarrist und Komponist; sein Spitzname lautet The Deacon („Der Dekan“).

## Leben
Steve Hunter begann früh, sich für Musik zu interessieren; so spielte er Gitarre in seiner High-School-Band. Während des Vietnamkriegs tat er Dienst in einem Militärhospital auf der – bis 1972 unter US-Verwaltung stehenden – Insel Okinawa, Japan. Er trug sich mit dem Gedanken an eine medizinische Karriere, doch letztendlich siegte seine Liebe zur Musik. Seit dem Jahr 1971 spielte er als Begleitmusiker in diversen Live-Bands (u. a. für Mitch Ryder, Lou Reed, Alice Cooper, Peter Gabriel, Meat Loaf und Tracy Chapman). Ein Glaukom führte zu seiner weitgehenden Erblindung. Er lebt seit Jahren an der Seite seiner Frau Karen, die bei den späteren Songs als Sängerin im Vordergrund steht, in Altea, Spanien.

## Plattenveröffentlichungen
Soloalben
- 1977 – Swept Away (Atco)
- 1988 – The Deacon (IRS)
- 2008 – Hymns for Guitar (Deacon Records)
- 2008 – Short Stories (Deacon Records)
- 2013 – The Manhattan Blues Project (Deacon Records)
- 2014 – Tone Poems Live  (Singular Recordings/Gokuhi)
- 2017 – Before the Lights Go Out (Deacon Records)

Songs
- 2020 – Jolene (Deacon Records)
- 2022 – Water (Deacon Records)

## Hörbeispiele
- Lou Reed – Intro zu Sweet Jane, Gitarrenspiel von Steve Hunter zusammen mit Dick Wagner (1974)
- Lou Reed – Sister Ray, Gitarrenspiel von Steve Hunter zusammen mit Dick Wagner (1974)
- Steve Hunter – The Idler The Night of the Guitars 1988
- Steve Hunter und Dick Wagner – Guitar Duel